# ORP Dzik
ORP Dzik ist der Name mehrerer polnischer Schiffe. ORP (Okręt Rzeczypospolitej Polskiej – Kriegsschiff der Republik Polen) ist der Namenspräfix polnischer Schiffe und Dzik bedeutet Wildschwein.

## Schiffe mit dem Namen ORP Dzik
- Dzik (U-Boot, 1942) war ein U-Boot der britischen U-Klasse, das zwischen 1942 und 1947 unter polnischer Flagge fuhr
- Dzik (Schiff) war ein Minensuchboot, das zwischen 1958 und 1990 der polnischen Marine diente und ein Lizenzbau des sowjetischen Projekt 254 bzw. T43 Klasse Minensuchbootes war.
- Dzik (U-Boot, 1966) war ein U-Boot der sowjetischen Foxtrot-Klasse, das zwischen 1989 und 2003 der polnischen Marine diente